# زنباع (خفاش)
زِنْبَاع (الاسم العلمي: Miniopterus)،المعروف أيضًا باسم خفاش منحني الأجنحة أو خفاش طويل الأجنحة، هو الجنس الوحيد في فصيلة الزنباعيات Miniopteridae. وهو ثديي صغير طائر يتغذى على الحشرات، وهي خفافيش صِغرية من رتبة الخفاشيات، ولها أجنحة يزيد طولها عن ضعف طول الجسم. تم وضع الجنس في فُصيلة خاصة به بين خفافيش الليل، مثل الزنباعية Miniopterinae، ولكن تُصنف الآن على أنها فصيلة خاصة به.